# Terpna vigens
Terpna vigens är en fjärilsart som beskrevs av Butler 1880. Terpna vigens ingår i släktet Terpna och familjen mätare. Inga underarter finns listade i Catalogue of Life.